# Blackburnium harslettae
Blackburnium harslettae är en skalbaggsart som beskrevs av Henry Fuller Howden 1979. Blackburnium harslettae ingår i släktet Blackburnium och familjen Bolboceratidae. Inga underarter finns listade.